# Номер 55

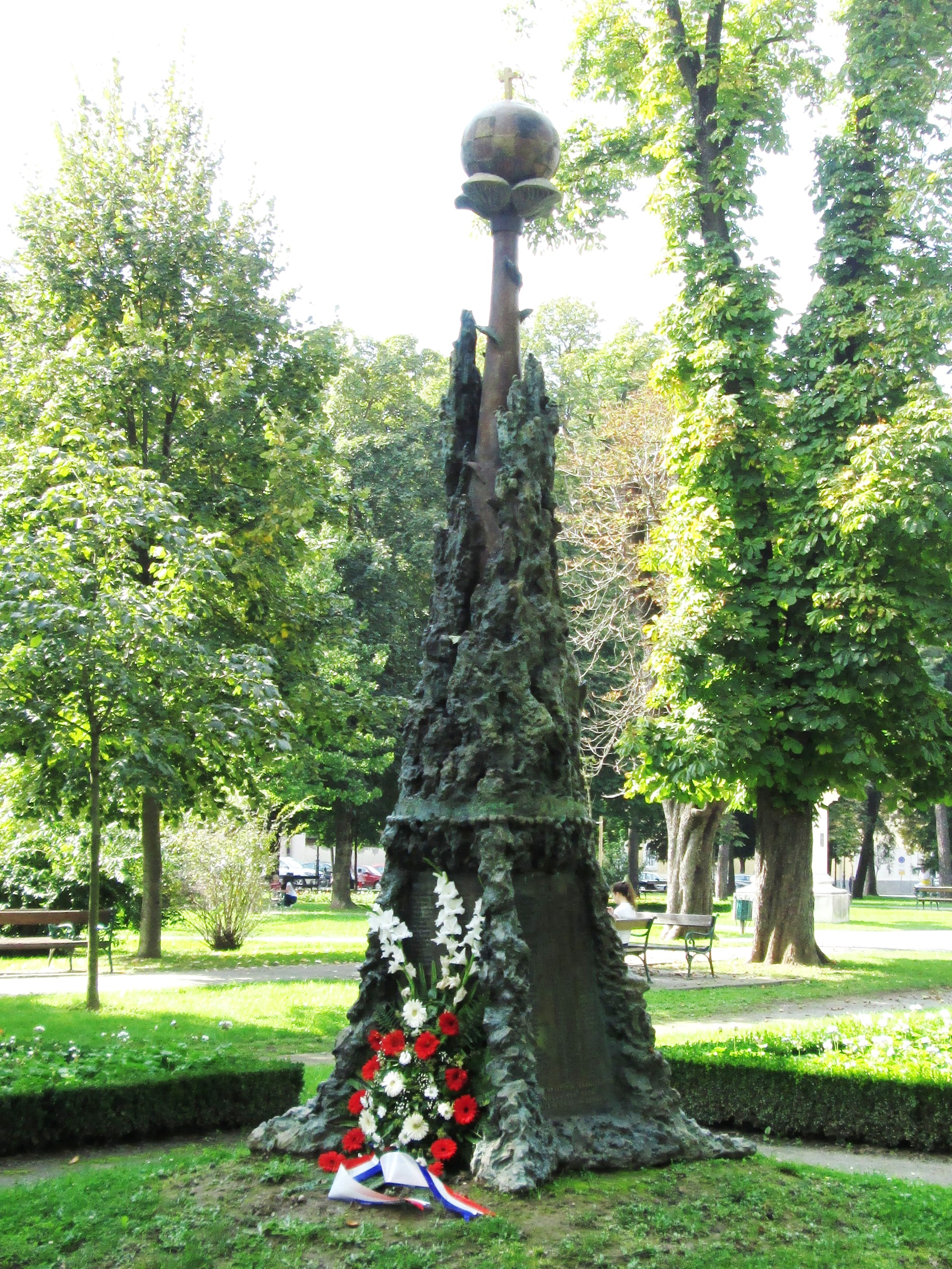
Пам'ятник захисникам Беловару.

Номер 55 (хорв. Broj 55) — фільм режисера Крістіана Милича, сюжет якого заснований на реальному епізоді бойових дій під час війни Хорватії за незалежність. Прем'єрний показ відбувся у Амфітеатрі Пули на однойменному кінофестивалі, де стрічка отримала 8 нагород.

## Сюжет
Картина заснована на реальних подіях що трапились восени 1991-го в селі Кусонє поблизу Пакраца.
На Різдво Пресвятої Богородиці зведений загін беловарських стрільців сектору «А» 105-ї бригади Національної гвардії Хорватії отримав завдання задля прикриття околиць Пакраца зайняти рубіж поблизу шосе Загреб — Белград. У першому визволеному районі вояки невеликого збройного хорватського підрозділу під час здійснення патрулювання на імпровізованому бронетранспортері власного виготовлення потрапляють у засідку. Внаслідок обстрілу в селищі вони змушені зайняти колову оборону в найближчому будинку N 55, звідки фільм і отримав свою назву. Опір купки хорватів об'єднаним силам заколотників РСК, четників, ЮНА та сербських спецпризначенців тривав до наступного ранку. На той час більшість захисників загинули, а ті, що лишилися в живих, разом із пораненими були вимушені здатися, коли супротивник замінував будинок. Однак усупереч усім конвенціям полонені були замордовані та закатані екскаватором в одній братській могилі.

## Актори
- Горан Богдан — Томо
- Алан Катич — Міро
- Марко Киндрич — Чорний
- Дражен Микулич — Божо
- Дарко Мілас — Джеро
- Ян Керекес — Круно
- Іван Озегович — Малий

та інші